# Andy Jassy
Andrew R. Jassy (nascido em 13 de janeiro de 1968) é um empresário americano e CEO da Amazon. Ele também é um dos proprietários minoritários do time Seattle Kraken da National Hockey League. Jassy liderou a Amazon Web Services desde seu início em 2003 até em 5 de julho de 2021, quando substituiu Jeff Bezos como CEO da Amazon.

## Biografia
Jassy é filho de Margery e Everett L. Jassy, de Scarsdale, Nova York. Ele é judeu de ascendência húngara. Seu pai era um sócio sênior na firma de direito societário Dewey Ballantine, em Nova York, e presidente do comité de gestão da empresa. Jassy cresceu em Scarsdale e estudou na Scarsdale High School.
Jassy se formou com honras no Harvard College, onde foi gerente de publicidade do The Harvard Crimson, antes de obter um MBA da Harvard Business School.

### Carreira
Jassy trabalhou por 5 anos após a formatura antes de fazer seu MBA. Ele trabalhou como gerente de projeto para uma empresa de colecionáveis, a MBI, e então ele e um colega da MBI abriram uma empresa.
Ele ingressou na Amazon em 1997, com vários outros colegas de MBA de Harvard. Suas primeiras funções incluíram gerente de marketing.
Em 2003, ele e Jeff Bezos tiveram a ideia de criar a plataforma de computação em nuvem que se tornaria conhecida como Amazon Web Services (AWS), lançada em 2006. Jassy chefiou a AWS e sua equipe de 57 pessoas.
Em março de 2016, Jassy foi eleito a Personalidade do Ano pelo Financial Times. Um mês depois, Jassy foi promovido de vice-presidente sênior a CEO da AWS. Naquele ano, Jassy ganhou $ 36,6 milhões.
Em 2 de fevereiro de 2021, foi anunciado que Jassy sucederia Jeff Bezos como CEO da Amazon, com a transição de Bezos para presidente executivo. A medida entrou em vigor em 5 de julho de 2021.